# Mersing
Huyện Mersing là một huyện thuộc bang Johor của Malaysia. Huyện Mersing có dân số thời điểm năm 2010 ước tính khoảng 69861 người.

## Khí hậu
| Dữ liệu khí hậu của Mersing              | Dữ liệu khí hậu của Mersing | Dữ liệu khí hậu của Mersing | Dữ liệu khí hậu của Mersing | Dữ liệu khí hậu của Mersing | Dữ liệu khí hậu của Mersing | Dữ liệu khí hậu của Mersing | Dữ liệu khí hậu của Mersing | Dữ liệu khí hậu của Mersing | Dữ liệu khí hậu của Mersing | Dữ liệu khí hậu của Mersing | Dữ liệu khí hậu của Mersing | Dữ liệu khí hậu của Mersing | Dữ liệu khí hậu của Mersing |
| Tháng                                    | 1                           | 2                           | 3                           | 4                           | 5                           | 6                           | 7                           | 8                           | 9                           | 10                          | 11                          | 12                          | Năm                         |
| ---------------------------------------- | --------------------------- | --------------------------- | --------------------------- | --------------------------- | --------------------------- | --------------------------- | --------------------------- | --------------------------- | --------------------------- | --------------------------- | --------------------------- | --------------------------- | --------------------------- |
| Trung bình ngày tối đa °C (°F)           | 28.1 (82.6)                 | 29.0 (84.2)                 | 30.3 (86.5)                 | 31.6 (88.9)                 | 32.0 (89.6)                 | 31.4 (88.5)                 | 30.9 (87.6)                 | 30.9 (87.6)                 | 30.9 (87.6)                 | 31.0 (87.8)                 | 29.7 (85.5)                 | 28.2 (82.8)                 | 30.3 (86.5)                 |
| Trung bình ngày °C (°F)                  | 25.6 (78.1)                 | 26.2 (79.2)                 | 26.6 (79.9)                 | 26.7 (80.1)                 | 26.7 (80.1)                 | 26.3 (79.3)                 | 25.8 (78.4)                 | 25.8 (78.4)                 | 25.7 (78.3)                 | 25.8 (78.4)                 | 25.6 (78.1)                 | 25.5 (77.9)                 | 26.0 (78.8)                 |
| Tối thiểu trung bình ngày °C (°F)        | 23.4 (74.1)                 | 23.6 (74.5)                 | 23.2 (73.8)                 | 22.9 (73.2)                 | 23.0 (73.4)                 | 21.8 (71.2)                 | 22.3 (72.1)                 | 22.3 (72.1)                 | 22.2 (72.0)                 | 22.4 (72.3)                 | 22.6 (72.7)                 | 23.0 (73.4)                 | 22.7 (72.9)                 |
| Lượng Giáng thủy trung bình mm (inches)  | 291.3 (11.47)               | 125.6 (4.94)                | 131.5 (5.18)                | 124.1 (4.89)                | 145.2 (5.72)                | 141.0 (5.55)                | 159.2 (6.27)                | 174.4 (6.87)                | 179.0 (7.05)                | 204.4 (8.05)                | 375.6 (14.79)               | 662.4 (26.08)               | 2.713,7 (106.84)            |
| Số ngày giáng thủy trung bình (≥ 1.0 mm) | 12                          | 8                           | 8                           | 10                          | 11                          | 11                          | 13                          | 13                          | 13                          | 14                          | 19                          | 20                          | 152                         |
| Số giờ nắng trung bình tháng             | 169.6                       | 200.4                       | 229.8                       | 211.5                       | 222.8                       | 200.6                       | 199.1                       | 193.7                       | 175.7                       | 175.8                       | 142.5                       | 129.0                       | 2.250,5                     |
| Nguồn: NOAA                              |                             |                             |                             |                             |                             |                             |                             |                             |                             |                             |                             |                             |                             |